# Lábaro

Lábaro de Constantino

Lábaro (em latim: labarum, em grego clássico: λάβαρον lábaron) era um vexilo ou estandarte militar romano, em especial o que Constantino fez foi colocar o monograma do nome de Cristo em grego Chi Rho (em grego:  ΧΡΙΣΤΟΣ, ou Χριστός) — Chi (χ) e Rho (ρ), após sua vitória sobre Maxêncio em Ponte Mílvia, no lábaro romano (ficando este conhecido como o lábaro de Constantino). Há também o relato de que na noite de 27 de outubro do ano 312 DC, com o seu exército preparando-se para a batalha da ponte Mílvia, o imperador Constantino I afirmou ter tido uma visão a qual deu a ele a convicção de que ele lutaria sob a proteção do Deus Cristão.
Lactâncio afirma que, na noite anterior a batalha, foi ordenado a Constantino em um sonho "preparar um sinal celestial no escudo de seus soldados". Obedecendo essa ordem, "ele gravou nos escudos a letra X, com um linha perpendicular através dele e bobrado no topo, formando do nome Cristo em grego. Tendo seus escudos marcados dessa maneira, as forças de Constantino se prepararam para a batalha   

## Etimologia
Além da sua proveniência do latim labarum, a etimologia da palavra não é clara. Alguns a derivam do latim /labāre/ 'a balançar, oscilar' (no sentido de "oscilar" uma bandeira ao vento) ou laureum [vexillum] ("estandarte de glória"). De acordo com a Real Academia Espanhola, o relacionado lábaro cántabro também é derivado do latim labărum mas não oferece mais derivação a partir do latim, assim como o Dicionário de Inglês Oxford. Também se postulou uma origem de empréstimo para o latim de uma língua celta ou  Basca. Há um símbolo tradicional basco chamado lauburu; embora o nome só é atestado a partir do século XIX em diante o motivo ocorre em gravuras datadas já no século II.